# Sadduceeën

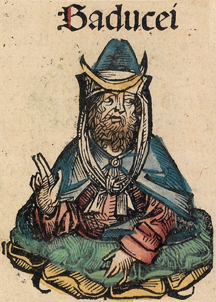
Afbeelding van een sadduceeër in de Kroniek van Neurenberg

De sadduceeën (Hebreeuws: צְדוּקִים Ṣĕdûqîm, Koinè: gr. Σαδδουκαῖοι, Saddoukaîoi) vormden een politieke en religieuze groepering binnen het Jodendom gedurende de periode van de Tweede Tempel vanaf de periode van de dynastie van de Hasmoneeën (140 - 37 v.Chr.).
De sadduceeën waren aristocraten, inclusief aristocratische priesters, die de mozaïsche wet volgden, maar niet de relatief nieuwe "tradities" van de farizeeën. Ze geloofden niet in de opstanding. Politiek onderhielden ze altijd nauwe banden met de heersers van het moment, zowel met het Hasmonese koningshuis als met Herodes en zij beschouwden samenwerking met Rome als het meest verstandige beleid.
Volgens Flavius Josephus waren er relatief weinig sadduceeën. Concreet is slechts van enkele personen bekend dat ze sadduceeër waren. Enkele voorbeelden: Josephus stelde dat Hyrkanus I overliep van de farizeeën naar de sadduceeën. In het Nieuwe Testament staat dat de hogepriester Kajafas steun kreeg van de sadduceeën, maar noemt hem zelf geen sadduceeër. Josephus schreef dat de hogepriester Ananus (die Jakobus, de broer van Jezus, liet executeren) een sadduceeër was.

## Etymologie
De etymologie van het woord "sadduceeën" is onduidelijk. Zelfs de twee belangrijkste mogelijkheden zijn niet volledig bevredigend vanuit het oogpunt van spelling en uitspraak. Sommige kerkvaders schreven dat de naam is afgeleid van tsedeq, rechtvaardigheid, of צָדַק, tsaddiq, rechtvaardig. De tweede mogelijkheid is dat het is afgeleid van de naam Sadok. Op basis van uitspraak geniet de tweede mogelijkheid tegenwoordig de voorkeur. Het is moeilijk de tweede lettergreep van sadduceeër af te leiden van tsedeq of tsaddiq, maar iets makkelijker van Sadok, want in het Hebreeuws worden de lange o en de lange u door hetzelfde teken aangeduid. Sommige onderzoekers hebben op basis van de verwijzingen naar de "wijzen" geopperd dat de sadduceeën gelijktijdig met de boëthusianen zouden kunnen zijn ontstaan en dat hun geestelijk vaders - Sadok en Boëthus - beiden kunnen zijn onderwezen door Antigonus van Socho, die aan de periode van de Zugot voorafging; sadduceeën zou daarmee wel afgeleid zijn van Sadok, maar geen relatie met "de" Sadok (de hogepriester) hebben.

## Geschiedenis
Er is vrijwel niets bekend over de geschiedenis van de sadduceeën. Ze worden sporadisch genoemd in de werken van Josephus en andere bronnen geven meer informatie over hun kenmerken dan over hun oorsprong. Josephus schreef over de periode van Jonathan Makkabeüs dat er "in die tijd" drie partijen waren, waaronder de sadduceeën. Hij beschreef echter geen specifieke acties van deze partijen in die periode; het is mogelijk dat hij wist dat ze in de periode van de Hasmoneeën ontstonden en ze willekeurig in de periode van Jonathan plaatste. Het is mogelijk dat de sadduceeën zijn ontstaan uit de conservatieve leden van de aristocratie, de aanhangers van Onias III.

### Context
Conflicten tussen de sadduceeën en farizeeën vonden plaats in de context van veel bredere en langduriger sociale en religieuze conflicten onder Joden en gingen terug tot aan de Babylonische ballingschap en werden versterkt door de verovering van Judea door de Romeinen. De belangrijkste onderwerpen van dit conflict waren:
1. Hellenisme: Een brandende kwestie was of helleniseren geoorloofd was of niet. Een voorbeeld van de aard van dergelijke conflicten (niet noodzakelijk tussen de farizeeën en sadduceeën) is het verzoek van Joden aan Antiochus IV Epiphanes voor toestemming "de levenswijze van de heidenen in te voeren".[12] Zij bouwden een gymnasion in de Griekse stijl, waarin jonge mannen naakt oefeningen deden.[13] Dit bracht een cruciaal verschil tussen Joden en Grieken aan het licht: Joodse mannen waren besneden, en besnijdenis was het belangrijkste externe bewijs van het verbond tussen God en Abraham en zijn afstammelingen.[14] De Grieken geloofden in Mens sana in corpore sano en beschouwden besnijdenis als een barbaarse verminking. Jonge mannen die in de hellenistische cultuur wilden opgaan, "lieten zich weer een voorhuid maken" door een operatie. Volgens velen "braken [zij daardoor] met het heilig verbond".[13] Dit conflict leidde tot bloedvergieten. Uiteindelijk verbood Antiochus IV bepaalde Joodse gebruiken en eiste van de Joden zelfs "dat ze altaren, tempels en kapellen moesten oprichten voor afgoden, en varkens en andere onreine dieren moesten offeren; dat ze hun zonen niet meer mochten besnijden".[15]
2. Wet: Het verwerpen van hellenisme betekende voornamelijk dat de Joden in Palestina volgens de wet van Mozes zouden leven. Hoe strikt zij de wet moesten volgen en hoe deze tot in de details moest worden geïnterpreteerd inzake (on)reinheid, voedselwetten, tienden en andere onderwerpen, leidde tot grote meningsverschillen.
3. Hogepriesterschap: De status van het ambt van de hogepriester en de opvattingen van de hogepriester waren voor velen een uiterst belangrijk onderwerp. Stond hij open voor hellenisme of niet? Ook zijn afstammingslijn was zeer belangrijk, voor sommigen nog belangrijker dan zijn opvattingen.[16] In de periode van 520 - 175 v.Chr. was de hogepriester een afstammeling van Sadok (of werd aangenomen dat hij dat was). Velen bleven loyaal aan de afstammelingen van Sadok en verwierpen andere hogepriesters.
4. Militaire controle: Na de Babylonische ballingschap, onder het hogepriesterschap van Sadokieten, kende het Judaïsme een lange periode van relatief vreedzame theocratie. Gedurende deze periode maakte Palestina altijd deel uit van een groter rijk - Perzië, het rijk van Alexander de Grote, de Ptolemaeën, de Seleuciden - maar nooit militair autonoom. De plaatselijke leider was de hogepriester, die zijn macht vanuit Jeruzalem uitoefende. Hij bepaalde wat daar gebeurde en had invloed en macht over heel Judea. Het beperkte succes van Judas Makkabeüs in 164 v.Chr. herstelde daarom ten dele de situatie die sinds het einde van de zesde eeuw v.Chr. had geduurd: de hogepriester bestuurde de tempel en Jeruzalem, een koning op grote afstand regelde de grotere aangelegenheden. Velen wilden een eind maken aan de opstand en vrede sluiten met Syrië nadat de tempel opnieuw was gewijd. De Perzische en Hellenistische perioden waren in hun ogen niet zo slecht geweest en sommigen wilden graag terugkeren naar de situatie voor de controverse over het hellenisme en de opstand.

## Religieuze principes
De sadduceeën deelden de essentiële punten van de algemene Joodse theologie: God had Israël gekozen en Israëlieten moesten zich aan de Mozaïsche wet houden. Ze moesten God liefhebben, hem danken voor Zijn zegeningen en andere mensen behoorlijk behandelen, zoals de wet vereiste. De sadduceeën waren minder mild dan de farizeeën, maar er zijn geen aanwijzingen dat zij gewoonlijk wreed waren.
Hun "leer" werd hoofdzakelijk bepaald door twee doctrines:
1. zij accepteerden uitsluitend de geschreven wet (in tegenstelling tot de farizeeën die tevens mondelinge tradities in ere hielden);[17]
2. ze ontkenden de opstanding.[18]

Josephus schreef ook dat zij in de vrije wil geloofden, dat wil zeggen: zij ontkenden een determinisme waarbij God alles bepaalde wat gebeurde; dit om te voorkomen dat God verantwoordelijk zou zijn voor het kwaad. Josephus schreef ook dat zij hard in hun oordelen waren, "tamelijk boers in hun gedrag" en zelfs tegen hun gelijken lomp. Het Nieuwe Testament bevestigt dat zij de opstanding ontkenden (Marcus 12:18) en Handelingen beschrijft ze als de belangrijkste vervolgers van de vroege christelijke beweging, terwijl de farizeeër Gamaliël voor mildheid pleitte (Handelingen 4:1-6, 5:17, 33-39). Beide punten ondersteunen Josephus' beschrijving.
Over het algemeen wordt aangenomen dat de sadduceeën een leven na de dood ontkenden omdat zij alleen de tekst van de Hebreeuwse Bijbel accepteerden en geen verdere "tradities". In Daniël 12:2 staat de zin "Velen van hen die slapen in de aarde, in het stof, zullen ontwaken, sommigen om eeuwig te leven, anderen om voor eeuwig te worden veracht en verafschuwd", maar verder komen de opstanding en onsterfelijkheid niet prominent in de Hebreeuwse Bijbel voor. Verder is Daniël een zeer laat boek, waarschijnlijk uit rond 165 v.Chr., en de idee van een opstanding kan niet duidelijk in de vroegere Bijbelboeken worden gevonden. Misschien onderscheidden de sadduceeën, net als hedendaagse Bijbelgeleerden, datums en herkenden zij metaforen. Waarschijnlijker is dat zij uitsluitend accepteerden wat in de Pentateuch staat. Hoe dan ook, wetenschappers nemen gewoonlijk aan dat hun verwerping van de opstanding samenhangt met het "literalisme", het letterlijk nemen van de tekst van de Bijbel, dat Josephus hen toeschreef.
Daube heeft echter aangetoond dat de gedachte dat de ideeën van de sadduceeën volledig verklaard kunnen worden door hun "literalisme" 'een mythe' is. De Bijbel geeft niet voldoende details om iedere kwestie te kunnen interpreteren zonder een bepaalde aanvulling te doen. Zo noemt de Bijbel verschillende vormen van de doodstraf (stenigen, verbranden, etc.), maar wordt niet bepaald welke vorm bij welke overtreding moet worden toegepast. De Misjna probeerde dit volledig uit te werken (in het traktaat Sanhedrin), maar degenen die gingen over deze kwestie van leven of dood (waartoe sommige of misschien wel alle sadduceeën behoorden) moesten niet-Bijbelse regels hebben over executies. Hetzelfde geldt voor de religieuze kalender: de Bijbel geeft aanwijzingen voor het vaststellen van een kalender, maar deze zijn onvoldoende om een volledige kalender samen te stellen. Ook hierin moesten de sadduceeën dus praktijken toepassen die niet letterlijk in de Pentateuch staan. De kalender was inderdaad een belangrijke bron van discussie tussen de sadduceeën en de farizeeën, met name de passage in Leviticus 23:15-16.
In het Nieuwe Testament wordt vermeld dat de sadduceeën niet in engelen en geesten geloofden (Handelingen 23:8), maar dat is buitengewoon onwaarschijnlijk omdat engelen duidelijk in de Pentateuch voorkomen. Gowan vermoedt dat het om een combinatie met het geloof in de opstanding gaat, namelijk het geloof dat de doden tot engelen worden opgewekt.

## Vijandigheid en polemiek

### Vanuit het Judaïsme
Josephus schreef dat de sadduceeën niet de steun van de massa hadden (in tegenstelling tot de farizeeën) en alleen steun hadden van sommige rijken. Verschillende piëtistische groeperingen vonden dat de aristocratische priesters, waarvan sommigen sadduceeën waren, zich niet strikt genoeg aan de wet hielden. De Psalmen van Salomo beschuldigen de priesters van onreinheid en verschillende vormen van immoraliteit en zijn duidelijk gericht tegen de Hasmoneeërs. De sadduceeën worden eenvoudig "zondaars" genoemd. Het Verbond van Damascus was oorspronkelijk ook gericht tegen de Hasmoneeërs, maar latere lezers kunnen er ook een beschuldigingen in hebben gelezen die van toepassing waren op het latere priesterschap. In beide documenten wordt kritiek uitgebracht op het gebrek aan striktheid rondom het vermijden van vrouwelijke onreinheid, een beschuldiging die in de Misjna tegen de sadduceeën wordt geuit. Hoewel de beschuldigingen van de eerste twee werken waarschijnlijk niet specifiek tot de sadduceeën waren gericht, blijkt hieruit dat er een voortdurende polemiek was uit de hoek van de piëtisten.
Hoewel Josephus frequent schreef over conflicten tussen de sadduceeën en de farizeeën, bevestigt het Nieuwe Testament dit beeld niet. In Handelingen 23:6-8 zitten ze naast elkaar in het Sanhedrin, Marcus plaats de farizeeën niet tegenover de sadduceeën en Matteüs plaatst ze vaak bij elkaar, alsof ze één groep vormden. Alleen in Handelingen staat een meningsverschil tussen de twee groepen, maar dat handelt uitsluitend over de opstanding. Dit bevestigt de indruk dat de evangelieschrijvers geen goed inzicht hadden in de situatie in Jeruzalem en van de verschillen tussen de sadduceeën en de farizeeën.
In de latere rabbijnse literatuur worden de sadduceeën in schrillere kleuren afgeschilderd, alsof ze ketters waren, niet eens Joden. Saldrini heeft aangetoond dat de beschuldigingen onjuist waren, maar ze vormden een stevige verdediging tegen de sadduceeën en hun ideeën. De belangrijkste geschillen tussen de sadduceeën en farizeeën betroffen reinheidskwesties zoals de vraag of de Bijbel de handen als onrein beschouwt, of de botten van een ezel of de hogepriester rein zijn, of bepaalde soorten water onrein zijn of het belang van de zonsondergang in relatie tot reinigingsrituelen. Andere geschillen betroffen burgerwetten zoals de vraag of de meester van een slaaf aansprakelijk is voor de schade die door de slaaf wordt veroorzaakt of de vraag of een valse getuige alleen moet worden terechtgesteld als degene tegen wie hij heeft getuigd is terechtgesteld. Tot slot behandelt Eroevien een kwestie inzake de sjabbat en suggereert dat de sadduceeën er een eigen opvatting op na hielden inzake de sjabbatlimiet.
Ook in de Tosefta (een document uit de eerste helft van de derde eeuw) is het belangrijkste onderwerp inzake de sadduceeën de kwestie van (on)reinheid. Van de vrouwen van de sadduceeën wordt gezegd dat zij hun eigen wetten inzake menstruele onreinheid niet volgen. De Tosefta beweert ook dat alle vrouwen van de sadduceeën de regels van de wijzen over deze kwesties volgden. In drie vroege versies van de Midrasj worden drie verschillen tussen de sadduceeën en farizeeën genoemd. Een belangrijk thema was het tijdstip waarop de hogepriester de wierook moest aansteken op Jom Kipoer.

### Vanuit het christendom
In het Nieuwe Testament komen enkele verhalen voor, vooral in Matteüs en Marcus, die wijzen op vijandigheid tussen de groeiende beweging rond Jezus en de sadduceeën. Marcus beschrijft hoe de sadduceeën Jezus een (strik)vraag stellen inzake de opstanding. Jezus verdedigt zijn geloof hierin door te zeggen: "Wat betreft de opwekking van de doden, hebt u in het boek van Mozes in het gedeelte over de doornstruik niet gelezen dat God tegen hem zei: “Ik ben de God van Abraham, de God van Isaak en de God van Jakob”? Hij is geen God van doden, maar van levenden; u dwaalt vreselijk!" (Marcus 12:26-27). In Matteüs worden de sadduceeën (door Johannes de Doper) "Addergebroed" genoemd (Matteüs 3:7).
In Handelingen staat dat de sadduceeën "hevig ontstemd" waren "omdat (Petrus en Johannes) het volk onderrichtten en de opstanding uit de dood verkondigden op grond van wat er met Jezus was gebeurd" en de sadduceeën hen gevangen lieten zetten (Handelingen 4:1-3). Een vergelijkbare actie volgde op de groei van de jonge beweging en het toestromen van menigten, in de hoop op wonderbaarlijke genezingen (Handelingen 5:12-18). Ook wordt verteld hoe Paulus de farizeeën en sadduceeën tegen elkaar uitspeelde, toen hij voor het Sanhedrin stond, door te roepen: "'Broeders, ik ben een Farizeeër uit een geslacht van Farizeeën, en ik sta hier terecht omdat ik hoop op de opstanding van de doden!' Toen hij dit gezegd had, ontstond er onenigheid tussen de Farizeeën en de Sadduceeën en raakte de vergadering verdeeld. De Sadduceeën beweren immers dat er geen opstanding is en dat engelen en geesten niet bestaan, maar de Farizeeën geloven zowel het een als het ander. ... Toen de onenigheid nog toenam, vreesde de tribuun dat Paulus door de leden van het Sanhedrin verscheurd zou worden. Hij liet een afdeling soldaten komen om hem te ontzetten en hem terug te brengen naar de kazerne" (Handelingen 23:6-10).